# 원릉역
원릉역(Wolleung station, 元陵驛)은 경기도 고양시 덕양구 성사동에 위치한 교외선의 철도역이다.
2004년부터 2024년까지 여객열차의 영업이 중단되었다. 군 전용 분기선이 있어 드물게 군용 화물 등을 취급하기도 했으나 지금은 본선과 연결되지 않는다. 고양시청과 가장 가까운 역이며, 약 1km 정도 떨어진 곳에는 3호선 원당역이 있다.
2014년 4월 경 인근 주민과 성사고등학교 및 성사중학교를 다니는 주교동 학생들의 편의를 위해 원릉역 지하보도를 건설하기 시작했다. 지하보도 부지가 사유지를 침범함에도 불구하고 고양시가 허가 없이 공사를 진행하여 사유지측에서 길을 벽으로 막고 공사를 강제로 중단시키기도 하였으나 2014년 10월경 완공되었다. 현재 원릉역 지하보도에는 원릉역 타임라인이 붙어있다.

## 역사
- 1961년 6월 15일 : 역사 신축
- 1961년 7월 10일 : 배치간이역으로 영업 개시[1]
- 1964년 1월 1일 : 배치간이역에서 보통역으로 승격[2]
- 1977년 5월 16일 : 수소화물 취급중지[3]
- 1984년 3월 1일 : 무배치간이역으로 격하
- 1984년 8월 10일 : 을종승차권대매소 지정
- 1995년 2월 1일 : 화물취급 개시[4]
- 1995년 9월 1일 : 화물취급 중지[5]
- 2000년 12월 1일(추정) : 을종위탁승차권발매소 폐지 및 에드몬슨 승차권 발매 중단[6]
- 2004년 4월 1일 : 여객영업 중지
- 2025년 1월 11일 : 여객영업 재개

### 승강장
| ↑ 일영   |
| １ \| ２ |
| 대곡 ↓   |

| 1 | 교외선        | 무궁화호 | 의정부 · 대곡 방면 |
| 2 | 미사용 승강장 |          |                    |

## 역 주변
- 원당대림 e-편한 세상 (구. 원당주공1단지)
- 성사고등학교
- 밀양박씨 규정공파 묘소
- 고양시청 - 약 600m 떨어져 있다.
- 원당초등학교 - 고양시청과의 거리만큼 떨어져 있다.

## 인접한 역
| 교외선         | 교외선          | 교외선                |
| -------------- | --------------- | --------------------- |
| X102 대곡 방면 | 무궁화호 교외선 | X105 일영 의정부 방면 |

## 대중문화
- 2011년 영화 - 독립영화 파수꾼에서 주인공 학생들이 야구를 하며 노는 장소로 자주 등장한다.

## 갤러리

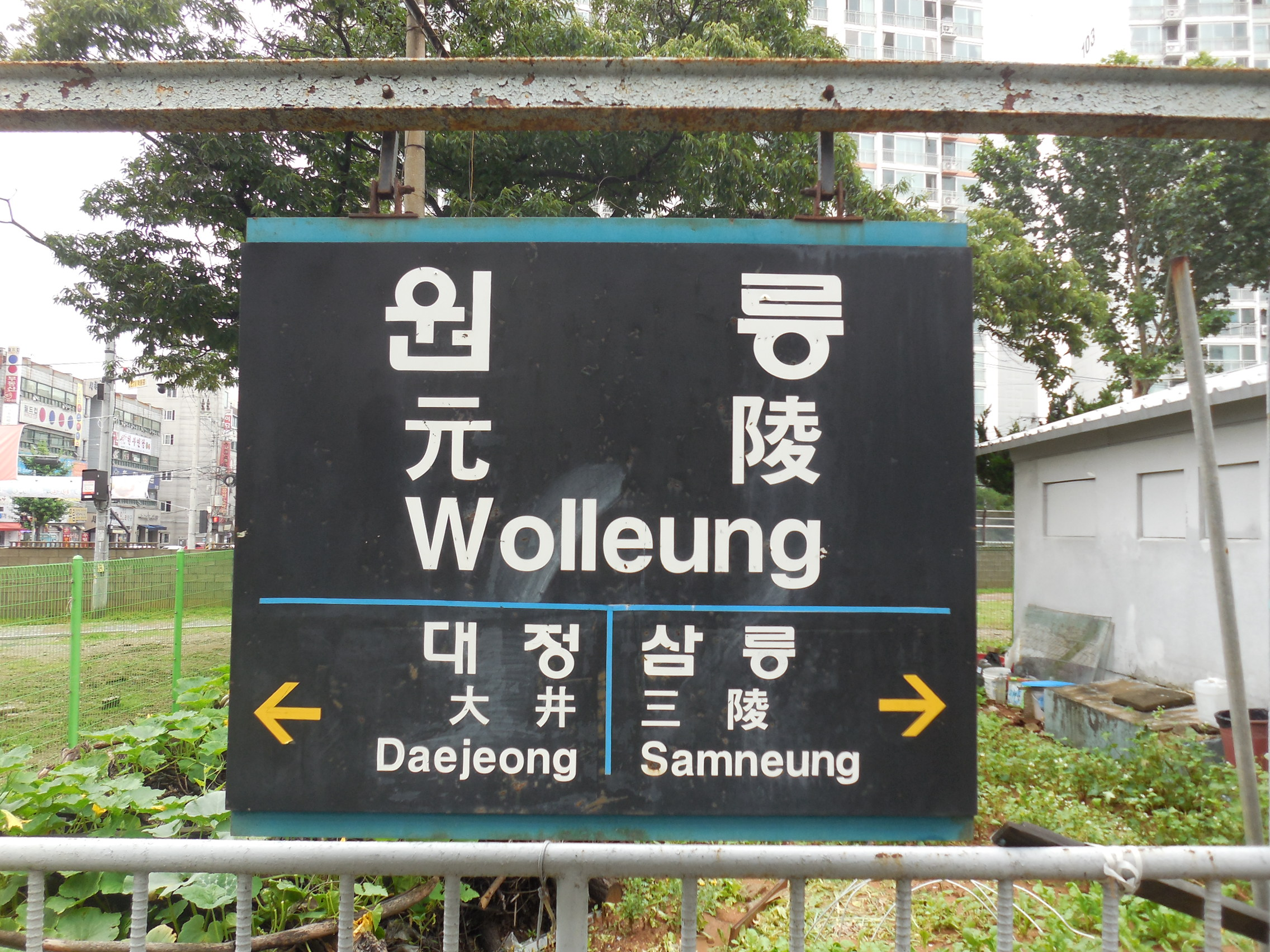
역명판
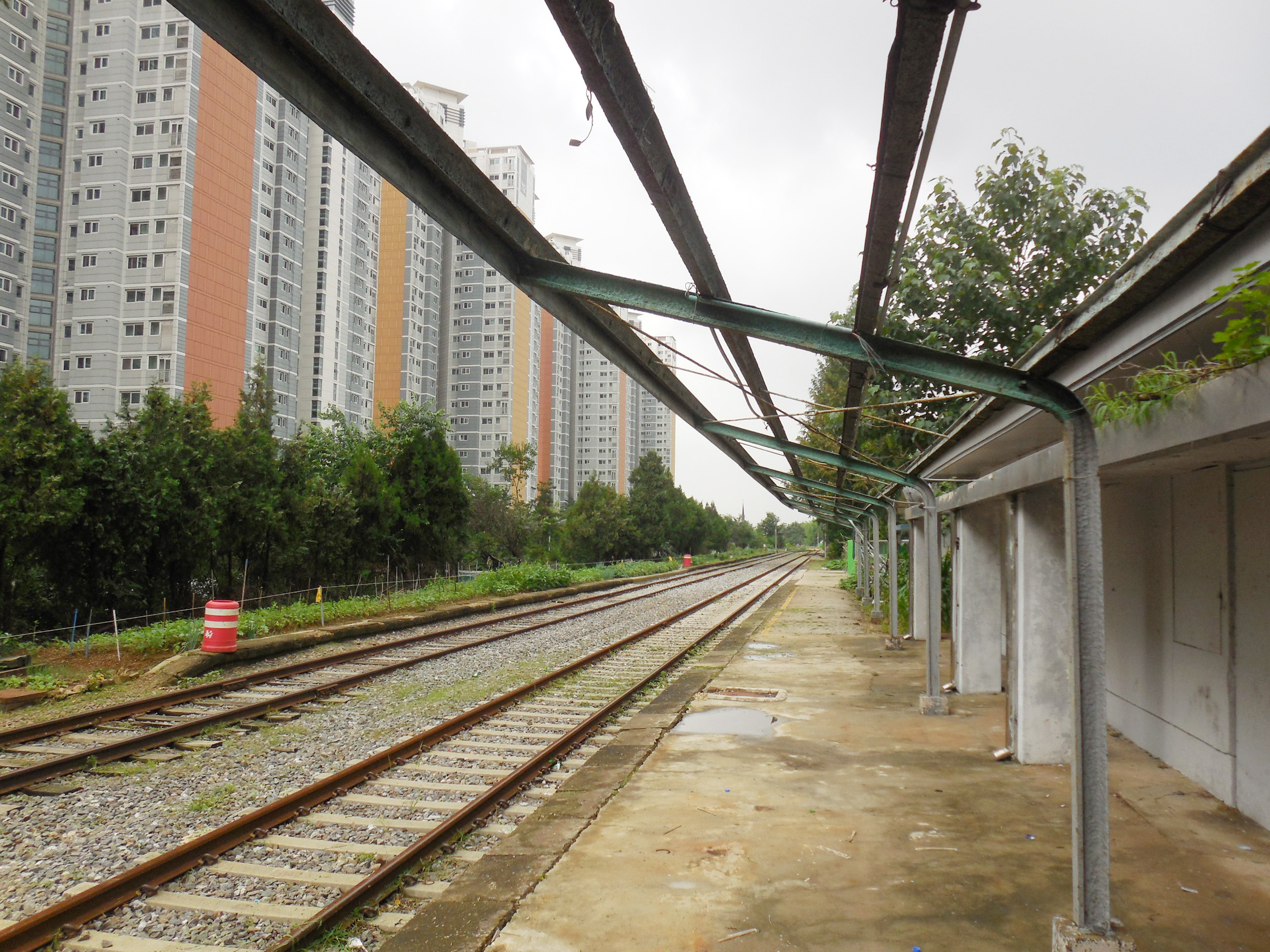
대정 방면 승강장

## 같이 보기
- 원릉 - 원릉역과 전혀 관련 없는 구리시(동구릉) 소재.